# Związek Chrześcijan Wiary Ewangelicznej
Związek Chrześcijan Wiary Ewangelicznej – chrześcijańska wspólnota o charakterze ewangelicznym, utworzona w 1929. W latach 1953–1988 wchodziła w skład Zjednoczonego Kościoła Ewangelicznego. Jej kontynuatorem jest Kościół Zielonoświątkowy w RP oraz Kościół Chrześcijan Wiary Ewangelicznej w RP. Związek wydawał pisma w języku rosyjskim, ukraińskim i polskim. Duchownych przygotowywano na kursach biblijnych, ponadto kształcono w Instytucie Biblijnym w Gdańsku otwartym w 1930 roku. W Gdańsku kształcono także kaznodziejów z Bułgarii, Rumunii, Węgier i Niemiec.

## Historia

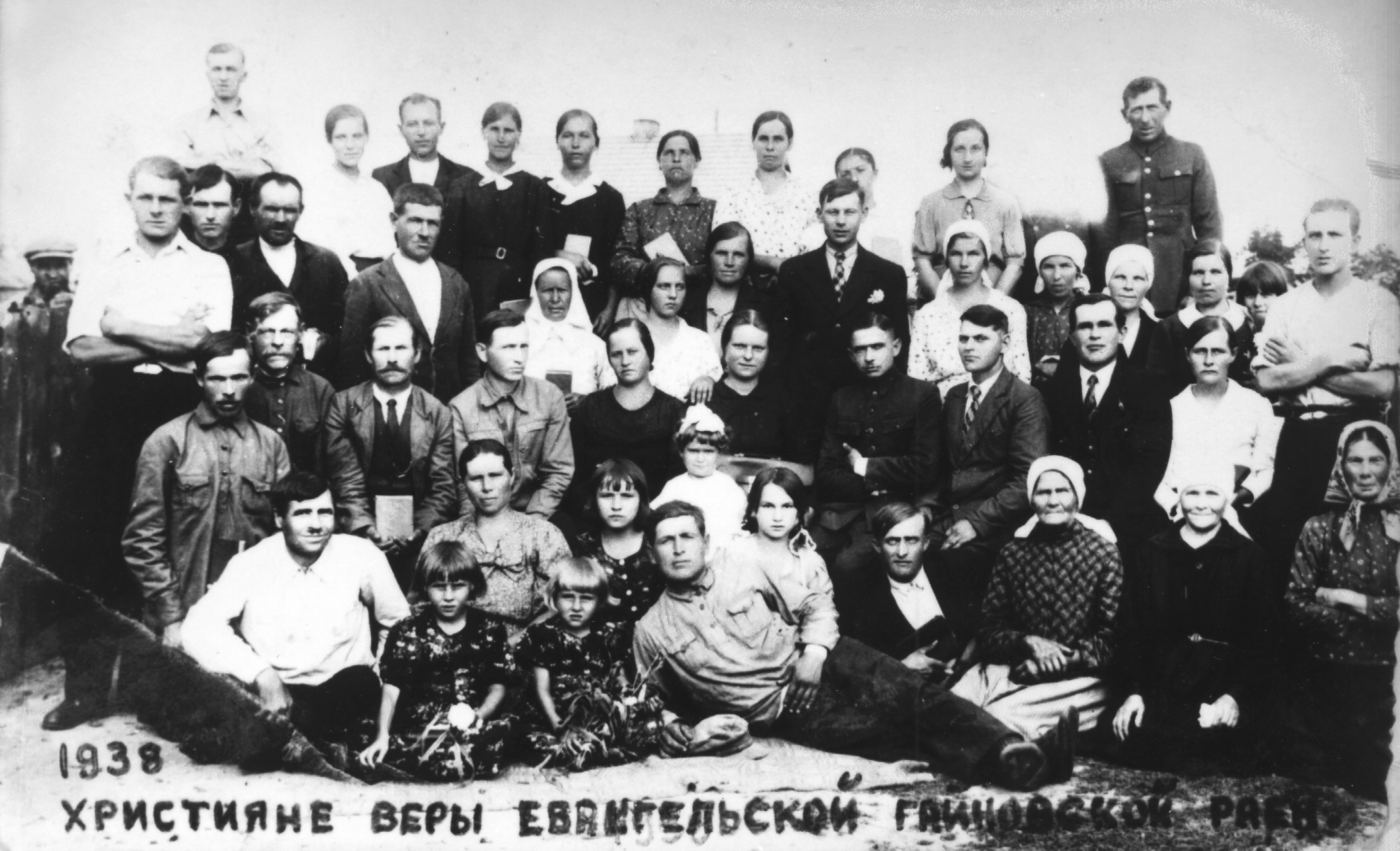
Po jednym z nabożeństw w Hajnówce (1938)

Po I wojnie światowej na terenie Polski wschodniej oraz centralnej pracę ewangelizacyjną rozpoczęli reemigranci z USA. Na wschodzie Polski byli to: G. Kraskowski, S. Niedźwiecki, J. Czerski, D. Komsa, K. Leonowicz; w Polsce centralnej byli to: Gustaw Herbert Schmidt, Artur Bergholc. Ruch zielonoświątkowy rozwijał się przede wszystkim na kresach wschodnich, zwłaszcza w województwach: wileńskim, poleskim, wołyńskim i stanisławowskim. W Polsce centralnej prawie nie było zielonoświątkowych zborów, z wyjątkiem zborów mniejszości niemieckiej.
Do 1929 roku zbory zielonoświątkowe nie wchodziły w żadne struktury wyznaniowe. Od 22 do 25 maja 1929 r. w Starej Czołnicy (powiat łucki) zorganizowano pierwszy ogólnopolski zjazd, w którym uczestniczyło 83 delegatów. Nowo utworzony związek nosił nazwę: Związek Zborów Chrześcijan Wiary Ewangelicznej. Na prezesa związku wybrano Artura Bergholca, a na zastępcę Józefa Czerskiego. Ustalono, że centrala związku będzie się mieściła w Łodzi.
Stosunki zielonoświątkowców z innymi ugrupowaniami ewangelikalnymi nie układały się najlepiej, ponieważ działalność misyjna prowadzona była często w tych miejscowościach, w których istniały już zbory baptystów i ewangelicznych chrześcijan. Z tych właśnie zborów pochodzili członkowie powstających zborów zielonoświątkowych. Stosunki te były komplikowane przez ekstremistów zielonoświątkowych, których działalność miała wpływ na sposób postrzegania całej społeczności ewangelikalnej. Ich poczynania – jak np. próby wskrzeszania z martwych – przypisywano „sztundystom”. Władze lokalne, jak i miejscowe duchowieństwo (katolickie i prawosławne) nie rozróżniały baptystów, ewangelicznych chrześcijan i zielonoświątkowców. Sytuacja znacznie się poprawiła z chwilą utworzenia Instytutu Biblijnego w Gdańsku, który przygotowywał odtąd kadry kaznodziejów. Instytut gdański przyczynił się do uformowania nauki nowopowstającego ugrupowania religijnego, a zbory wchodzące w skład związku nie popełniały odtąd błędów samodzielnych grup zielonoświątkowych. W związku z tym w latach 30. uległ poprawie stosunek zarówno ze strony baptystów jak i innych ewangelicznych chrześcijan. Instytut ten ukończyli m.in. Sergiusz Waszkiewicz i Teodor Maksymowicz, którzy po II wojnie światowej odgrywali ważną rolę w polskim pentekostalizmie. 
Misja Wschodnio-Europejska od sierpnia 1929 wydawała miesięcznik „Primiritiel”, w języku rosyjskim. Miesięcznik redagowany był przez Gustawa Herberta Schmidta. Od 1936 związek wydawał dwa czasopisma, „Jewanhelskyj Hołos” (pod redakcją Grzegorza Fedyszyna) oraz „Przystęp” (pod redakcją Artura Bergholca). Pierwsze wydawane było w języku ukraińskim („Євангельський голос”), drugie – w języku polskim.
Od samego początku dała o sobie znać potrzeba kształcenia duchownych. Początkowo dobrze zapowiadających się kandydatów kierowano na studia biblijne do Hampton w Anglii. W 1926 kształciło się w ten sposób osiem osób. Był to jednak zbyt duży wydatek. 2 marca 1930 roku Gustaw Herbert Schmidt założył szkołę biblijną w Gdańsku. Szkoła działała w latach 1930–1933. 8 lutego 1933 działalność szkoły została zawieszona ze względu na trudności finansowe. Jej działalność została reaktywowana 6 października 1935 roku jako Instytut Biblijny. Nauczano w duchu fundamentalistycznym. Instytut został zamknięty w czerwcu 1938 ze względu na rosnące wpływy niemieckiego nazizmu w Gdańsku. W Instytucie kształcili się studenci z Bułgarii, Rumunii, Węgier, Estonii, Niemiec i Polski. Była to pierwsza tego typu szkoła w tej części Europy. 

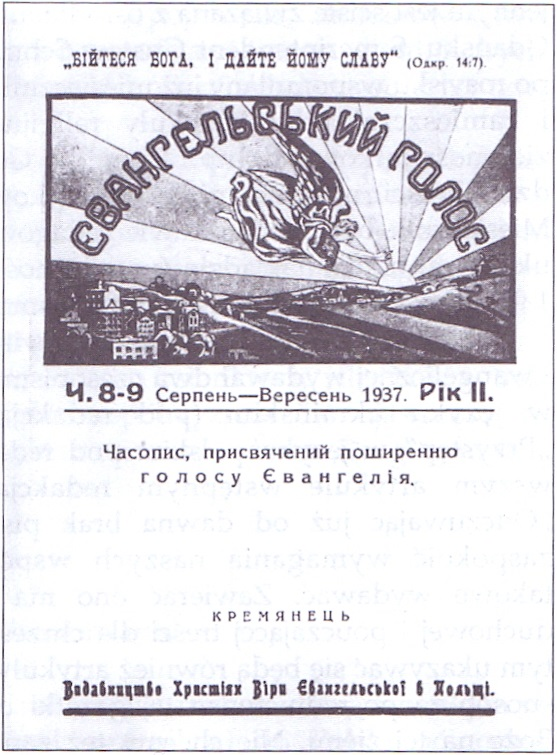
Miesięcznik „Jewanhelskyj Hołos”

W 1929 związek liczył 12 204 członków, w 1934 – 15 441, a w 1937 – 21 501 członków. W 1938 liczba zborów przekraczała 500. W okresie międzywojennym działalność misyjna związku rozwijała się pomyślnie, w chwili wybuchu wojny związek liczył około 25 tysięcy wyznawców. Wybuch II wojny światowej znacznie ograniczył działalność związku na terenach Polski. Zarówno niemiecki, jak i radziecki okupant zabronił prowadzenia działalności dla zielonoświątkowców. Na Ukrainie Zachodniej, aby przetrwać, przyłączono się do Kościoła Metodystycznego. W innych miejscach przyłączano się do baptystów. Wielu duchownych, jak i zwykłych członków wysłano do obozów pracy, a także do obozów koncentracyjnych. 
Po wojnie, w wyniku przesunięcia granic, większość zborów znalazła się poza granicami Polski. Na przełomie 1945/1946 miała miejsce masowa migracja Polaków z przedwojennych kresów wschodnich. W grupie tej znajdowali się działacze zielonoświątkowi: Józef Czerski, Jakub Sielużycki, Teodor Maksymowicz i Sergiusz Waszkiewicz. W 1946 roku przyjęto nazwę – Kościół Chrześcijan Wiary Ewangelicznej. We wrześniu 1950 roku czołowi działacze Kościoła zostali aresztowani. 
W grudniu 1946 roku Kościół został warunkowo przyjęty do Chrześcijańskiej Rady Ekumenicznej na okres jednego roku, z zastrzeżeniem, że przez rok nie będą mogli ubiegać się o pomoc materialną. W czerwcu 1949 roku ponownie rozpatrywano wniosek KChWE o przyjęcie do Rady. Wniosek odrzucono. 
W 1953 związek przystąpił do ZKE. W 1956 część zborów wyłamała się z ZKE i próbowała utworzyć niezależny związek. Punktem zapalnym były wybory kandydatów do Rady Kościoła, kiedy uzyskali 11 mandatów na całkowitą liczbę 30. Urzędująca Rada Kościoła unieważniła wyniki wyborów. W odpowiedzi postanowiono wystąpić z ZKE, a do Urzędu ds. Wyznań złożono wniosek o rejestrację Kościoła Chrześcijan Wiary Ewangelicznej. Na prezesa wybrano Teodora Maksymowicza. Władze zabroniły separatystom prowadzenie działalności poza obrębem ZKE, zabroniły też sprawowania funkcji duchownych. Najbardziej dotkliwą metodą walki z separatystami okazała się sprawa użytkowania własnych kaplic. Inną metodą były utrudnienia w wyjazdach zagranicznych, zwłaszcza do krajów kapitalistycznych. Ze względu na brak jednomyślności zbory zaczęły wracać. Do 1961 większość zborów wróciła do ZKE. Najdłużej opierały się zbory w województwie lubelskim, które wróciły w roku 1966. Kazimierz Czepieluk (1905-1969) do końca życia działał poza ZKE. Walenty Dawidow założył Kościół Chrystusowy w Polsce. Niezależnie działał Bolesław Dawidow, twórca Kościoła Bożego w Chrystusie. Zjednoczenie nie było aktem dobrowolnym, stało się sposobem na przetrwanie w czasach totalitaryzmu.